# Reprezentacja Madery w piłce nożnej
Reprezentacja Madery w piłce nożnej – nieoficjalna drużyna narodowa Madery (Portugalia). Nie jest członkiem FIFA ani UEFA.

## Dotychczasowe mecze międzynarodowe
Piłkarze z Madery rozegrali 4 mecze międzynarodowe:
| Data       | Gospodarz | Wynik | Gość      |
| ---------- | --------- | ----- | --------- |
| 23.11.1953 | Madera    | 3 – 4 | RPA       |
| 23.05.1998 | Azory     | 2 – 1 | Madera    |
| 7.11.2008  | Madera    | 2 – 0 | Gibraltar |
| 9.11.2008  | Jersey    | 0 – 2 | Madera    |

| M | W | R | P | St. br. |
| - | - | - | - | ------- |
| 4 | 2 | 0 | 2 | 8:6     |

## Aktualna kadra
| pozycja | zawodnik              | data urodzenia | klub             |
| ------- | --------------------- | -------------- | ---------------- |
| BR      | Luis Carlos           |                | Marítimo B       |
| BR      | Carin Gonçalves       |                | AD Pontassolense |
| OB      | Cristiano Vasconcelos |                | Marítimo B       |
| OB      | Gonçalo Abreu         |                | Marítimo B       |
| OB      | João Diogo            |                | Marítimo B       |
| OB      | Lino Graça            |                | Câmara de Lobos  |
| OB      | Hélvio Malho          |                | Ribeira Brava    |
| OB      | Renato Brito          |                | Ribeira Brava    |
| PO      | Dinarte Gouveia       |                | Ribeira Brava    |
| PO      | Luis Aurélio          |                | UD Santana       |
| PO      | Ruben Andrade         |                | União Madeira    |
| PO      | Pedro Maurício        |                | União Madeira    |
| PO      | Futre Viríssimo       |                | Marítimo B       |
| PO      | Delfino Figueira      |                | Marítimo B       |
| PO      | Marco Rodrigues       |                | Marítimo B       |
| NA      | Ilidio Freitas        |                | Porto Moniz      |
| NA      | Mário Rondon          |                | AD Pontassolense |
| NA      | Mário Teixeira        |                | AD Camacha       |